# Таумалоло, Джош
Сиуа «Джош» Таумалоло (англ. Siua "Josh" Taumalolo, родился 8 июля 1976 года в Нукуалофа) — тонганский регбист и регбийный тренер, известный по работе в российском клубе «Красный Яр» (Красноярск).

## Карьера игрока

### Клубная
Таумалоло провёл значительную часть игровой карьеры в чемпионате Уэльса, начав карьеру за клуб «Эббу-Вэйл». В 2000 году он перешёл в «Бридженд», подписав контракт на пять лет с клубом. С ним он выиграл Премьер-Дивизион Уэльса по регби в сезоне 2002/2003. После начала реформы в чемпионате страны он на год перешёл в английский клуб «Харлекуинс», а после его вылета присоединился к команде «Сейл Шаркс». В сезоне 2005/2006 перешёл в валлийский клуб «Нит» полупрофессионального Премьер-Дивизиона Уэльса. Летом 2006 года перешёл в команду «Бристоль», продлив через год контракт благодаря выдающимся выступлениям. Летом 2008 года покинул клуб, уйдя во французский «Гренобль». Игровую карьеру завершил в 2009 году.

### В сборной
Таумалоло сыграл 26 матчей за сборную Тонга, набрав 118 очков: 14 попыток, 6 реализаций и 12 штрафных. В рейтинге лучших бомбардиров сборной по попыткам он занимает 2-е место, уступая Фету'у Ваиниколо. В активе Таумалоло — выступление на чемпионате мира 1999 года в Англии и чемпионате мира по регби-7 1997 года в Гонконге.

## Тренерская карьера
С 2009 по 2012 годы Сиуа Таумалоло возглавлял сборную Тонга по регби-7 и работал тренером защитников основной сборной Тонга. В 2012 году Таумалоло был приглашён в тренерский штаб сборной России по регби, где проработал тренером по защите. В сезоне 2012/2013 он был тренером английского клуба «Оксфорд Харлекуинс», в 2013 году переехал в Красноярск и вошёл в штаб клуба «Красный Яр». С 2018 года в тренерском штабе российских сборных, является тренером по защите в сборной России до 18 лет; в том же году работал в паре с Марком Макдермоттом в сборной России.
1 сентября 2021 года Таумалоло подал в отставку в связи с неудовлетворительными результатами «Красного Яра», проигравшего в 1/8 финала Кубка России «Славе» и выигравшего всего один матч в первых пяти турах чемпионата России.

## Личная жизнь
Таумалоло является отцом восьми детей, очень хорошо относится к русской кухне.